# Amerikaans voetbalkampioenschap 1989
In 1989 werd het vijfde en laatste seizoen van de Western Soccer Alliance gespeeld. San Diego Nomads werd na een play off voor de tweede maal kampioen.
Ook in 1989 werd het derde seizoen van de Lone Star Soccer Alliance gespeeld. FC Dallas werd kampioen.

## Western Soccer Alliance

### Wijzigingen
- De competitie wordt opgedeeld in twee districten. Noord en Zuid.
- Twee teams verlaten de Western Soccer League.
- Verschillende teams spelen voor het eerst in de Western Soccer League.
  - Sacramento Senators;
  - Real Santa Barbara;
  - Arizona Condors
- FC Portland verandert zijn naam naar Portland Timbers
- San Jose Earthquakes verhuist naar San Francisco en verandert de naam naar San Francisco Bay Blackhawks.

### Eindstand
Noorddivisie
| Plaats | Club                         | Wed. | W  | V  | DV | DT | Ptn |
| ------ | ---------------------------- | ---- | -- | -- | -- | -- | --- |
| 1.     | San Francisco Bay Blackhawks | 16   | 11 | 5  | 37 | 26 | 98  |
| 2.     | Portland Timbers             | 16   | 11 | 5  | 32 | 25 | 92  |
| 3.     | Seattle Storm                | 16   | 10 | 6  | 32 | 23 | 87  |
| 4.     | Sacramento Senators          | 16   | 3  | 13 | 20 | 43 | 40  |

Zuiddivisie
| Plaats | Club               | Wed. | W  | V  | DV | DT | Ptn |
| ------ | ------------------ | ---- | -- | -- | -- | -- | --- |
| 1.     | San Diego Nomads   | 16   | 12 | 4  | 30 | 18 | 99  |
| 2.     | Los Angeles Heat   | 16   | 10 | 6  | 35 | 19 | 81  |
| 3.     | Real Santa Barbara | 16   | 5  | 11 | 20 | 35 | 51  |
| 4.     | Arizona Condors    | 16   | 5  | 11 | 25 | 39 | 50  |
| 5.     | California Kickers | 16   | 5  | 11 | 17 | 30 | 42  |

### Play-offs

#### Halve finale
| 29 juli 1989                 |                  |                  |                                                                    |
| San Francisco Bay Blackhawks | 1 - 1 (4-2 n.s.) | Los Angeles Heat | Newark Memorial Stadium, San Jose Opkomst: 3.500 Scheidsrechter: - |
| Steve Corpening 56'          |                  | Dale Ervine 88'  | Newark Memorial Stadium, San Jose Opkomst: 3.500 Scheidsrechter: - |

| 23 juli 1989                           |       |                  |                                                    |
| San Diego Nomads                       | 2 - 1 | Portland Timbers | Aztec Bowl, San Diego Opkomst: - Scheidsrechter: - |
| Waad Hirmez 11' Wade Webber (e.d.) 51' |       | John Bain 44'    | Aztec Bowl, San Diego Opkomst: - Scheidsrechter: - |

#### Finale
| 12 augustus 1989 |       |                              |                                                        |
| San Diego Nomads | 1 - 0 | San Francisco Bay Blackhawks | Aztec Bowl, San Diego Opkomst: 2.000 Scheidsrechter: - |
| Paul Wright 53'  |       |                              | Aztec Bowl, San Diego Opkomst: 2.000 Scheidsrechter: - |

### Individuele prijzen
| Prijs                | Naam                 | Team                         |
| -------------------- | -------------------- | ---------------------------- |
| Most Valuable Player | Kasey Keller         | Portland Timbers             |
| Topscorer            | Steve Corpening (11) | San Francisco Bay Blackhawks |
| Doelman van het jaar | Kasey Keller         | Portland Timbers             |

## Lone Star Soccer Alliance

### Wijzigingen
- Wichita Falls Fever neemt voor het eerst deel aan de LSSA.

### Eindstand
| Plaats | Club                      | Wed. | W  | V  | DV | DT | Ptn |
| ------ | ------------------------- | ---- | -- | -- | -- | -- | --- |
| 1.     | FC Dallas                 | 10   | 10 | 0  | 34 | 5  | 20  |
| 2.     | Austin Thunder            | 10   | 6  | 4  | 15 | 11 | 12  |
| 3.     | Houston Dynamos           | 10   | 6  | 4  | 22 | 14 | 12  |
| 4.     | Wichita Falls Fever       | 10   | 4  | 6  | 17 | 22 | 8   |
| 5.     | Houston Alianza           | 10   | 4  | 6  | 16 | 23 | 8   |
| 6.     | San Antonio International | 10   | 0  | 10 | 6  | 26 | 0   |

### Play-offs
| Halve finale   | Halve finale        | Halve finale |
| Team 1         | Team 2              | Uitslag      |
| -------------- | ------------------- | ------------ |
| Austin Thunder | Houston Dynamos     | 3-2          |
| FC Dallas      | Wichita Falls Fever | 2-1          |
| Finale         |                     |              |
| Team 1         | Team 2              | Uitslag      |
| FC Dallas      | Austin Thunder      | 3-2          |